# Сиган, Паскаль
Паска́ль Сига́н (фр. Pascal Cygan; 29 апреля 1974, Ланс, Франция) — французский футболист. Играл на позиции защитника.
Начал карьеру в клубе «Васкеаль». С 1995 по 2002 год выступал за «Лилль». С 2002 по 2006 год сыграл 63 матча в английской Премьер-лиге за «Арсенал». Становился чемпионом и обладателем Суперкубка Англии. С 2006 по 2009 год играл в испанской Примере за «Вильярреал». Последние 2 года карьеры защищал цвета «Картахены».

## Ранние годы
Паскаль Сиган родился в Лансе, детство и юность провёл в пределах лилльской городской агломерации, невдалеке от границы с Бельгией. В детстве был болельщиком футбольного клуба «Ланс», но карьеру начал в «Васкеале». За первую команду клуба выступал в сезоне 1994/95 в третьем дивизионе, после чего заключил контракт с клубом Лиги 1 «Лилль»
.

## Клубная карьера

### «Лилль»
В составе «Лилля» защитник дебютировал 5 августа 1995 года в матче против «Сент-Этьена»
.
Всего за 2 сезона Сиган сыграл за «догов» в Лиге 1 41 матч. По итогам сезона 1997/98 «Лилль» выбыл во второй дивизион и именно там футболист забил свой первый гол за клуб, 8 октября 1998 года поразив ворота «Васкеаля»
.
В сезоне 1999/2000, когда Сиган был капитаном команды
, «Лилль» вновь пробился в Лигу 1, и 12 августа 2000 года защитник отметился голом и в высшем французском дивизионе (в ворота Бернара Лама из «Ренна»)
.
В зимний период дозаявок сезона 2000/2001 интерес к Сигану проявляли «Ланс», «Монако», «Олимпик Марсель» и «Олимпик Лион», причём «ткачи» предлагали за переход футболиста 4 миллиона долларов, но «Лилль» не отпустил защитника, запросив вдвое большую цену. Из зарубежных клубов Сиганом заинтересовались английские «Лидс Юнайтед», «Арсенал», «Манчестер Сити», а также шотландский «Рейнджерс». Однако главный тренер «Лилля» Вахид Халилходжич воспротивился уходу ведущего защитника, пригрозив покинуть клуб вслед за ним. Сам футболист заявил, что до конца сезона никаких трансферных переговоров вести не намерен. По итогам чемпионата, в котором «Лилль» занял третье место, газета «L’Équipe» включила игрока в символическую сборную турнира, а журнал «France Football» поставил футболиста на первое место среди всех полевых игроков, впереди бомбардиров Андерсона и Паулеты.
Летом 2001 года в переговоры о переходе французского защитника вновь вступили несколько иностранных клубов, среди которых были английские «Тоттенхэм Хотспур» и «Ливерпуль», немецкий «Шальке 04» и греческий «Олимпиакос». Однако ни один из этих клубов не смог договориться с «Лиллем» по поводу трансферной стоимости футболиста, и Сиган, несмотря на желание попробовать свои силы в более именитом клубе, был вынужден остаться во Франции ещё на один сезон. Всего за 7 лет выступлений в «Лилле» игрок провёл за клуб в чемпионатах Франции 179 матчей и забил 9 голов. В последнем сезоне за французскую команду футболист сыграл 10 матчей в еврокубках
.

### «Арсенал»
Летом 2002 года завершил карьеру центральный защитник лондонского «Арсенала» Тони Адамс. Его партнёру по центру обороны Мартину Киоуну на тот момент было уже 36 лет.
В этих условиях английский клуб приобрёл у «Лилля» Паскаля Сигана за 5,5 миллиона фунтов стерлингов. Арсен Венгер считал, что его соотечественник вместе с Солом Кэмпбеллом составят новую связку центральных защитников «канониров»
.
Сиган дебютировал в «Арсенале» 1 сентября 2002 года в матче Премьер-лиги против «Челси», заменив в концовке встречи Нванкво Кану. 23 марта 2003 года защитник забил первый гол за «канониров» (в ворота «Эвертона»). В сезоне 2002/2003 Паскаль Сиган сыграл 11 матчей в Лиге чемпионов. В сезоне 2003/04 футболист в составе лондонского клуба стал чемпионом Англии, а затем выиграл и Суперкубок страны.
За 4 года в «Арсенале» Сиган не смог стать игроком основного состава. В первые 2 сезона он имел меньше игровой практики чем его коллеги по амплуа Сол Кэмпбелл и Коло Туре
.
В сезоне 2002/03 больше матчей, чем Сиган, сыграл и Киоун.
В сезоне 2004/2005 на счету защитника также оказалось менее половины матчей команды, а год спустя конкуренцию французу стал составлять и Филипп Сендерос.

### Испанские клубы
Летом 2006 года Паскаль Сиган перешёл в испанский клуб «Вильярреал», подписав двухлетний контракт
.
Защитник сыграл первый матч за «Жёлтую субмарину» 21 октября 2006 года (в чемпионате Испании против «Леванте»)
.
В третьем для себя матче за новую команду Сиган забил гол в ворота Педро Контрераса из «Бетиса»
.
В сезонах 2006/07 и 2007/08 футболист сыграл за «Вильерреал» 42 матча в чемпионате Испании. Весной 2008 года главный тренер клуба Мануэль Пеллегрини сообщил французскому защитнику, что в сезоне 2008/09 на его позицию будет 5 претендентов. Паскаль Сиган, интерес к которому на тот момент проявляли «Севилья» и «Бетис» ещё в марте 2008 года не собирался продлевать контракт с «Жёлтой субмариной»
, но в итоге всё-таки остался в команде ещё на год, привлечённый возможностью сыграть в Лиге чемпионов.
В главном евротурнире сезона 2008/09 Сиган в итоге так и не сыграл, а в чемпионат и кубке Испании провёл в общей сложности лишь 6 матчей. В мае 2009 года футболист имел намерение вернуться в «Лилль»
, однако после окончания контракта с «Вильярреалом» остался в Испании, став игроком клуба Сегунды «Картахена».

## Игровые характеристики
В «Лилле» тренеры до 1998 года использовали Паскаля Сигана в качестве флангового защитника. В центр обороны футболиста поставил Вахид Халилходжич
.
На рубеже 1990-х-2000-х годов Сигану было присуще желание постоянно совершенствоваться, что и привлекло к нему внимание «Арсенала». В период игры за лондонский клуб защитника отличала неплохая скорость при внушительных габаритах. По своим физическим данным защитник напоминал Япа Стама

## Семья
Младший брат Паскаля Сигана Тьерри (1975 г.р.) также был профессиональным футболистом. Несмотря на то, что заметно уступал брату по габаритам, Тьерри также играл на позиции центрального защитника. Он выступал за такие клубы как «Валансьен», «Васкеаль», «Анже», «Шербур». На протяжении восьми сезонов Тьерри играл в Лиге 2, 7 лет выступал в третьем французском дивизионе. Закончил карьеру футболиста в 2011 году в любительском клубе «Шоле».

## Достижения
Лилль
- Победитель Лиги 2 (1): 1999/2000

 Арсенал
- Чемпион Англии: 2003/04
- Обладатель Суперкубка Англии: 2004

 Вильярреал
- Вице-чемпион Испании: 2007/08

## Статистика выступлений за профессиональные клубы
| Клуб             | Сезон            | Лига             | Лига | Лига | Кубки | Кубки | Континентальные кубки | Континентальные кубки | Прочее | Прочее | Итого | Итого |
| Клуб             | Сезон            | Дивизион         | Игры | Голы | Игры  | Голы  | Игры                  | Голы                  | Игры   | Голы   | Игры  | Голы  |
| ---------------- | ---------------- | ---------------- | ---- | ---- | ----- | ----- | --------------------- | --------------------- | ------ | ------ | ----- | ----- |
| Лилль            | 1995/96          | I                | 27   | 0    | 6     | 0     | 0                     | 0                     | 0      | 0      | 33    | 0     |
| Лилль            | 1996/97          | I                | 14   | 0    | 1     | 0     | 0                     | 0                     | 0      | 0      | 15    | 0     |
| Лилль            | 1997/98          | II               | 26   | 3    | 1+    | 0     | 0                     | 0                     | 0      | 0      | 27+   | 0     |
| Лилль            | 1998/99          | II               | 21   | 1    | 1+    | 0     | 0                     | 0                     | 0      | 0      | 22+   | 0     |
| Лилль            | 1999/00          | II               | 33   | 2    | 2+    | 0     | 0                     | 0                     | 0      | 0      | 35+   | 2     |
| Лилль            | 2000/01          | I                | 29   | 2    | 0     | 0     | 0                     | 0                     | 0      | 0      | 31    | 2     |
| Лилль            | 2001/02          | I                | 29   | 1    | 0     | 0     | 10                    | 0                     | 0      | 0      | 39    | 1     |
| Лилль            | Всего            | Всего            | 179  | 9    | 11+   | 0     | 10                    | 0                     | 0      | 0      | 200+  | 9     |
| Арсенал          | 2002/03          | I                | 18   | 1    | 2     | 0     | 11                    | 0                     | 0      | 0      | 31    | 1     |
| Арсенал          | 2003/04          | I                | 18   | 0    | 3     | 0     | 3                     | 0                     | 0      | 0      | 24    | 0     |
| Арсенал          | 2004/05          | I                | 15   | 0    | 5     | 0     | 3                     | 0                     | 0      | 0      | 23    | 0     |
| Арсенал          | 2005/06          | I                | 12   | 2    | 5     | 0     | 3                     | 0                     | 0      | 0      | 20    | 2     |
| Арсенал          | Всего            | Всего            | 63   | 3    | 15    | 0     | 20                    | 0                     | 0      | 0      | 98    | 3     |
| Вильярреал       | 2006/07          | I                | 21   | 1    | 0     | 0     | 0                     | 0                     | 0      | 0      | 21    | 1     |
| Вильярреал       | 2007/08          | I                | 21   | 1    | 6     | 0     | 5                     | 0                     | 0      | 0      | 32    | 1     |
| Вильярреал       | 2008/09          | I                | 4    | 0    | 2     | 0     | 0                     | 0                     | 0      | 0      | 6     | 0     |
| Вильярреал       | Всего            | Всего            | 46   | 2    | 8     | 0     | 5                     | 0                     | 0      | 0      | 59    | 2     |
| Картахена        | 2009/10          | II               | 26   | 0    | 0     | 0     | 0                     | 0                     | 0      | 0      | 26    | 0     |
| Картахена        | 2010/11          | II               | 31   | 0    | 0     | 0     | 0                     | 0                     | 0      | 0      | 31    | 0     |
| Картахена        | Всего            | Всего            | 57   | 0    | 0     | 0     | 0                     | 0                     | 0      | 0      | 57    | 0     |
| Всего за карьеру | Всего за карьеру | Всего за карьеру | 345  | 14   | 34+   | 0     | 35                    | 0                     | 0      | 0      | 414+  | 14    |

Источник: Footballdatabase.eu